# Dios no está muerto 3
Dios no está muerto 3 (en inglés, God's Not Dead: A Light in Darkness) es una película estadounidense de drama cristiano escrita y dirigida por Michael Mason. Es la tercera entrega de la serie Dios no está muerto, después de la película de 2014 y su secuela de 2016. Es protagonizada por David A. R. White, John Corbett, Shane Harper, Benjamin Onyango, Ted McGinley, Jennifer Taylor, Tatum O'Neal, Shwayze y Cissy Houston.
La fotografía principal fue completada en Little Rock, Arkansas en diciembre de 2017. Fue estrenada en Estados Unidos el 30 de marzo de 2018.

## Argumento
Después de que el reverendo David Hill sale de prisión (como se ve en la película anterior), se genera una controversia contra la iglesia St. James de Dave, que se encuentra en los terrenos del campus universitario. Esto hace que la universidad inicie el proceso de cerrar la iglesia para reemplazarla con un centro de estudiantes, para consternación de Dave y su amigo Jude, quienes comienzan el proceso de demandar a la universidad para salvar a St. James. Las cosas empeoran cuando el estudiante universitario Adam Richertson, tambaleándose por la ruptura con su escéptica novia Keaton, arroja un ladrillo a la iglesia, provocando un incendio que mata a Jude y casi destruye la iglesia. Adam está horrorizado por sus acciones y contempla si confesar el crimen, lo que lo lleva a volver a conectarse con Keaton.
Durante la demanda contra la escuela, Dave solicita la ayuda de su hermano ateo, el abogado Pearce Hill, quien intenta explicarle que no es un caso por el que valga la pena luchar. Dave se niega a escuchar los consejos de su hermano y lleva el caso a los tribunales. Después de no poder llegar a un acuerdo con la universidad, se fija la fecha del juicio para la demanda. Al mismo tiempo, Adam envía un mensaje de texto anónimo a Dave, confesando el incendio de la iglesia, lo que provoca que Dave furioso lo ataque. Esto daña gravemente el caso de su demanda y la opinión pública al respecto, y lleva a que Adam sea arrestado y acusado de un delito grave. Pearce se va frustrado, sintiendo que Dave ha ido demasiado lejos y que no piensa en lo que están pasando otras personas, y explica lo herido que estaba después de que su familia lo empujara por dudar de su fe.
Después de buscar la ayuda de Dios en la iglesia a través de la oración, Dave finalmente se da cuenta de que su caso solo ha empeorado las cosas y que St. James no es la iglesia adecuada para Dios y sus seguidores. Él retira su demanda, llega a un acuerdo extrajudicial con la universidad y, después de hablar con Adam arrepentido y consultar con la familia de Jude, finalmente pide que se retiren los cargos penales contra Adam. Luego, Dave anuncia a los manifestantes de su universidad que, si bien St. James será demolido, reabrirá una nueva iglesia no muy lejos de la escuela.
En una escena posterior a los créditos, Michael Tait, miembro de Newsboys, alienta a la audiencia a enviar un mensaje de texto con el hashtag #Godsnotdead y compartir el evangelio con todos para mantener el movimiento en marcha.

## Reparto
- Jennifer Taylor como Meg Harvey.
- John Corbett como Pearce Hill.
- Tatum O'Neal como Barbara Solomon.
- Ted McGinley como Thomas Ellsworth.
- Shane Harper como Josh Wheaton.
- David A. R. White como Reverendo Dave Hill.
- Benjamin Onyango como Reverendo Jude.
- Cissy Houston como vocalista líder del coro.
- Samantha Boscarino como Keaton.
- Mike C. Manning como Adam Richertson.
- Shwayze

## Producción
La fotografía principal tomó lugar en diciembre de 2017 en Little Rock, Arkansas.

## Recepción
God's Not Dead: A Light in Darkness ha recibido reseñas generalmente negativas de parte de la crítica profesional y de la audiencia. En Rotten Tomatoes, la película posee una aprobación de 10%, basada en 20 reseñas, con una calificación de 3.6/10, mientras que de parte de la audiencia tiene una aprobación de 53%, basada en 1068 votos, con una calificación de 3.1/5.
Metacritic le ha dado a la película una puntuación de 33 de 100, basada en 9 reseñas, indicando "reseñas generalmente desfavorables". Las audiencias encuestadas por CinemaScore le han dado a la película una "A-" en una escala de A+ a F, mientras que en el sitio IMDb los usuarios le han dado una calificación de 4.4/10, sobre la base de 4103 votos. En la página web FilmAffinity la cinta tiene una calificación de 3.5/10, basada en 114 votos.
The A.V. Club incluyó la película en su lista de lo peor del año.